# Antarctique occidental

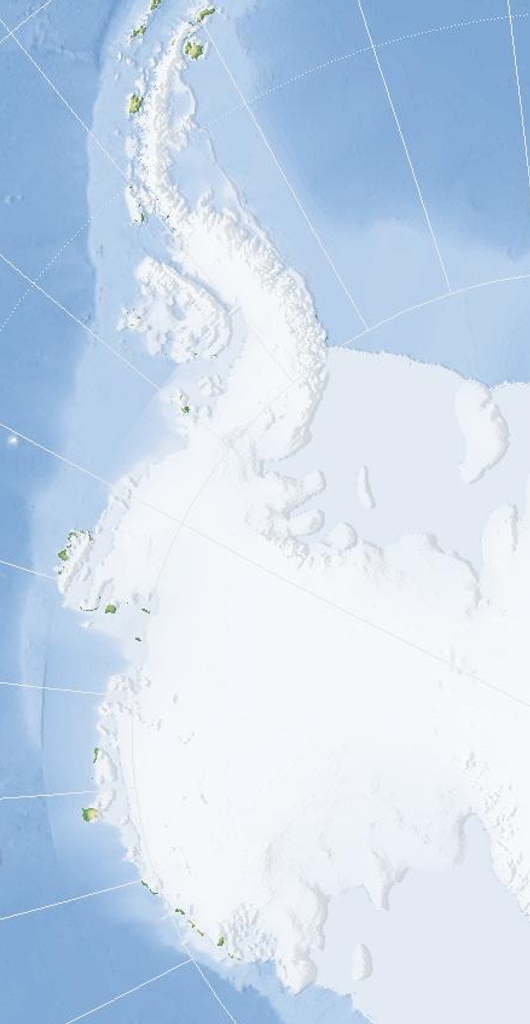
Antarctique occidental.

L’Antarctique occidental, Antarctique de l'Ouest, ou Ouest Antarctique (79° S, 100° O) est l'une des deux principales régions de l'Antarctique, s'étendant du côté océan Pacifique de la chaîne Transantarctique et comprenant la terre Marie Byrd, la terre d'Ellsworth, et la péninsule Antarctique. La totalité de l'Antarctique occidental se trouve dans l'Hémisphère Ouest. Il est séparé du reste du continent par la mer de Ross et la mer de Weddell, et rassemble une péninsule géante qui s'étire approximativement du Pôle Sud vers l'extrémité méridionale de l'Amérique du Sud.
L'appellation existe depuis le début du XXe siècle (Balch, 1902 ; Nordenskjöld, 1905), mais son utilisation décisive s'est faite durant l'Année géophysique internationale (1957-1958) et les explorations révélant que la chaîne Transantarctique forme une séparation régionale entre l'Antarctique occidental et l'Antarctique oriental. L'appellation fut approuvée par le Advisory Committee on Antarctic Names (US-ACAN) en 1962.
L'Antarctique occidental est principalement couvert par la calotte Ouest-Antarctique, qui fait partie de la calotte polaire Antarctique. Les régions de l'Antarctique occidental non couvertes de glace (principalement la péninsule antarctique) constituent une région avec une biodiversité de type toundra connue sous le nom de Marielandia.